# Andreas Zingerle
Andreas Zingerle (Rasun Anterselva, 25 novembre 1961) è un allenatore di biathlon ed ex biatleta italiano.

## Biografia

### Carriera da biatleta
Il risultato più prestigioso in gare individuali lo ha ottenuto a Borovec vincendo la gara dell'individuale ai Mondiali del 1993. Nella sua carriera ha inoltre conquistato altre tre medaglie d'oro e una di bronzo durante i Mondiali, tutte in competizioni a squadre.
Ha partecipato a quattro edizioni dei Giochi olimpici invernali, conquistando la medaglia di bronzo a Calgary 1988 nella staffetta 4 x 7,5 km assieme a Gottlieb Taschler, Johann Passler e Werner Kiem.
A livello individuale è salito per otto volte sul podio in gare di Coppa del Mondo; nella stagione 1990-1991, grazie a una buona regolarità lungo tutto l'arco della stagione, si è classificato terzo nella classifica generale di Coppa, vinta dal sovietico Sergej Čepikov davanti al tedesco Mark Kirchner.

### Carriera da allenatore
Dopo il ritiro dalle competizioni è divenuto allenatore della nazionale italiana, responsabile della squadra A maschile di biathlon.

## Palmarès

### Olimpiadi
- 1 medaglia:
  - 1 bronzo (staffetta a Calgary 1988)

### Mondiali
- 5 medaglie:
  - 4 ori (staffetta a Minsk/Oslo/Kontiolahti 1990; individuale[2], staffetta[2] a Borovec 1993; gara a squadre a Canmore 1994)
  - 1 bronzo (staffetta a Falun/Oslo 1986)

### Coppa del Mondo
- Miglior piazzamento in classifica generale: 3º nel 1991
- 24 podi (14 individuali, 10 a squadre), oltre a quelli conquistati in sede iridata e validi anche ai fini della Coppa del Mondo:
  - 7 vittorie (3 individuali, 4 a squadre)
  - 7 secondi posti (4 individuali, 3 a squadre)
  - 10 terzi posti (7 individuali, 3 a squadre)

#### Coppa del Mondo - vittorie individuali
| Data            | Località            | Nazione          | Specialità |
| --------------- | ------------------- | ---------------- | ---------- |
| 17 marzo 1990   | Kontiolahti         | Finlandia        | SP         |
| 16 gennaio 1992 | Ruhpolding          | Germania         | IN         |
| 15 gennaio 1993 | Oberhof/Val Ridanna | Germania/ Italia | IN         |

Legenda:

SP = sprint

IN = individuale

RL = staffetta

### Campionati italiani
- 15 medaglie:
  -  9 ori
  -  4 argenti
  -  2 bronzi[senza fonte]